# Курдюки
Курдюки — деревня в Инжавинском районе Тамбовской области России. Входит в Землянский сельсовет.

## История
Впервые о деревне под названием «Курдюки, Куприянов поселок тож» упоминается в документах ревизии 1811 года. Населённый пункт был основан крепостными помещицы Дарьи Ивановны Аголиной, поручика Ивана Мерлина и Елены Говоровой.
В документах ревизской сказки 1816 года деревня фигурирует под названием «село Никольское, Курдюки тож». В ней по прежнему проживали крепостные крестьяне вышеуказанных помещиков. Население деревни составляло 79 человек.

## Население
| 2002 | 2010 |
| ---- | ---- |
| 173  | ↘118 |

Согласно результатам переписи 2002 года, в национальной структуре населения русские составляли 96 % от жителей.

## Известные люди
В деревне родились:
- Распопов, Иван Егорович - Герой Советского Союза
- Шарапов, Владимир Максимович — высокопоставленный деятель внутренних войск, генерал-лейтенант.
- Шарапов, Иван Прокофьевич — российский геолог, диссидент.